# Лесовое (Бердичевский район)
Лесовое (укр. Лісове, до 2016 г. — Червоная Зирка) — село на Украине, основано в 1929 году, находится в Бердичевском районе Житомирской области.
Код КОАТУУ — 1820881204. Население по переписи 2001 года составляет 41 человек. Почтовый индекс — 13361. Телефонный код — 4143. Занимает площадь 0,268 км².

## История
- 2016 — Верховная Рада переименовала село Червоная Зирка в село Лесовое[1].

## Адрес местного совета
13361, Житомирская область, Бердичевский р-н, с. Великая Пятигорка, ул. Ленина, 42а, тел. 7-22-42.